# Notre-Dame-de-l’Assomption (Sainte-Marie-de-Ré)

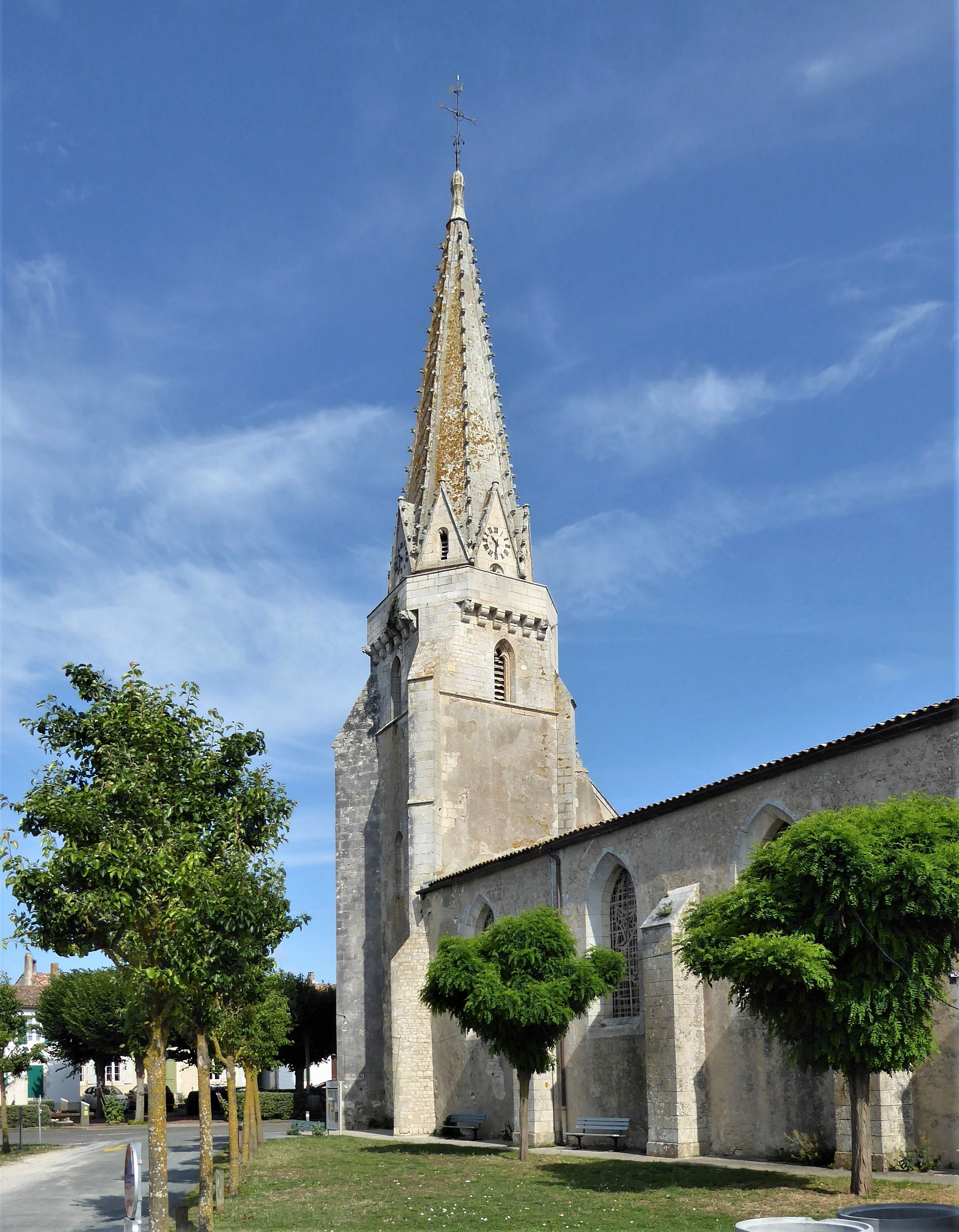
Kirche Notre-Dame-de-l'Assomption, der denkmalgeschützte Turm

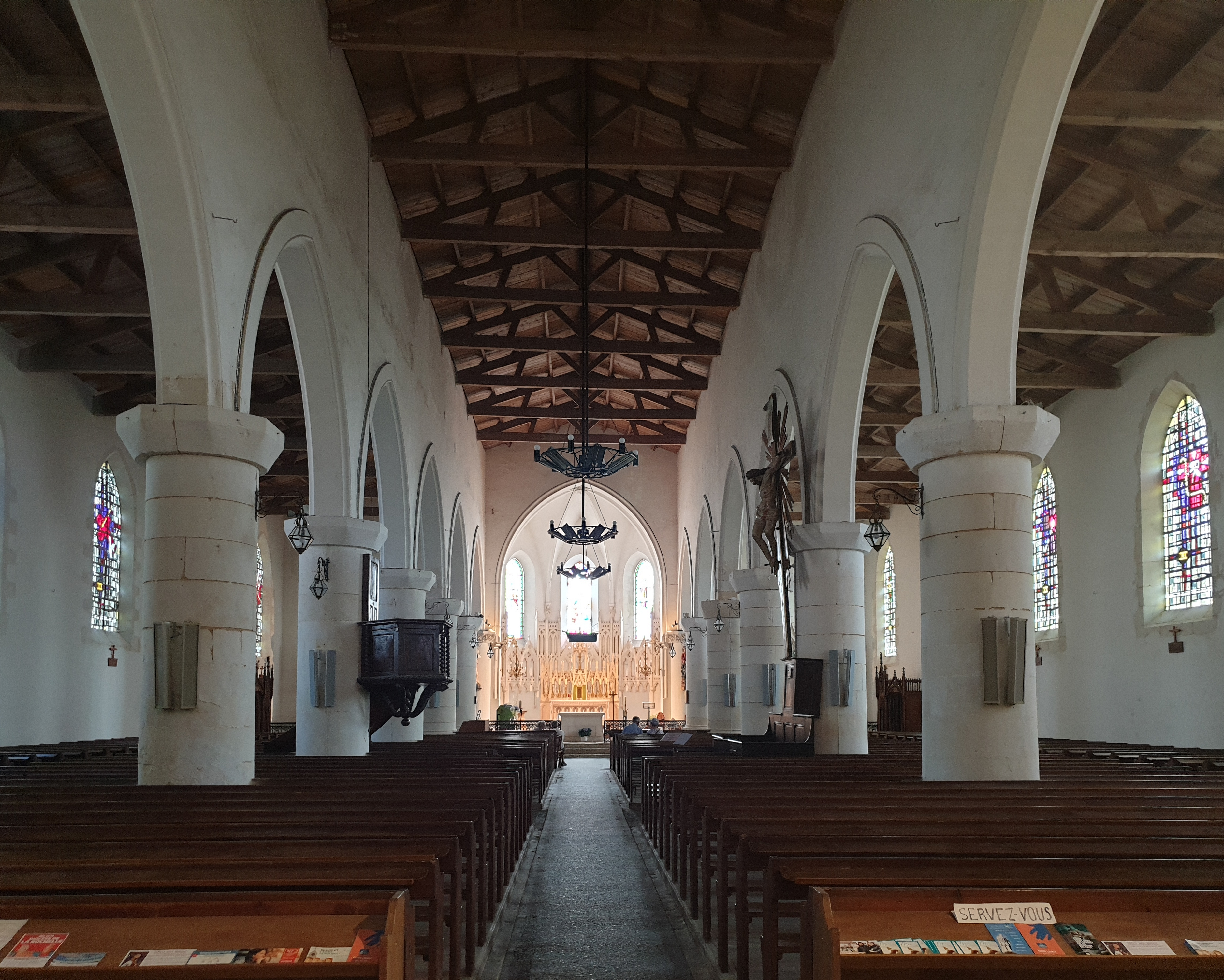
Blick durch das Langhaus zum Chor

Notre-Dame-de-l’Assomption ist eine römisch-katholische Kirche in Sainte-Marie-de-Ré auf der Île de Ré im Département Charente-Maritime in Frankreich. Der Turm der Kirche ist seit dem Jahr 1921 als Monument historique klassifiziert.

## Geschichte
Die Existenz einer Kirche Sainte-Marie ist seit dem 12. Jahrhundert durch mehrere schriftliche Erwähnungen belegt. Bis zur Revolution stammten alle Pfarrer aus der Abtei Notre-Dame in Sablonceaux. Der Zeitpunkt der Inkorporation der Pfarrkirche in die Abtei lässt sich jedoch durch fehlendes Quellenmaterial nicht belegen. Die ständige Unsicherheit der Insellage sowie die Verwüstungen im Hundertjährigen Krieg veranlasste die Bewohner des Ortes, die Kirche zu befestigen, damit sie als Zufluchtsort dienen und sie so einem vorübergehenden Angriff widerstehen konnten. Schließlich war die Kirche während des Hundertjährigen Krieges mit hohen Mauern mit Türmen, Wassergräben und Zugbrücken umgeben, die von den Bewohnern bewacht wurden. Während der Hugenottenkriege zündeten protestantische Truppen 1574 unter dem Kommando von François de La Noue aus La Rochelle die Kirche an und plünderten sie. Die benachbarte Abtei von Chateliers wurde vollständig zerstört.
Im Jahr 1671 ordnete der zuständige Bischof an, die Befestigungsmauern um die Kirche herabzusetzen, um die Fenster freizumachen. Die Steine wurden zum Bau einer Mauer um den Friedhof und zur Pflasterung des Kircheninneren verwendet. 1853 begannen Planungen für die Restaurierung sowie den Wiederaufbau und die Erweiterung der Kirche. Im Jahr 1862 begannen die Arbeiten zur Rekonstruktion der Fassade, Bau und Vergrößerung des Chores, einer Anhebung des Innenraums der Kirche um zwei Meter, um sich dem äußeren Kirchplatz anzugleichen sowie die Restaurierung des Glockenturms.
Der spätmittelalterliche gotische Glockenturm aus dem 14. bzw. 15. Jahrhundert wird durch eine hohe achteckigen Granitspitze bekrönt. Die Überreste der früheren Wehranlagen sind noch erkennbar. Die obere Brüstung der Plattform ist an vier Seiten mit Kragsteinen versehen und mit einigen Schießscharten durchbrochen. Im Inneren des Turmes befinden sich drei Glocken, die kleinste im Jahr 1775 gegossene Glocke stammt vermutlich von einem an der Küste verunglückten schwedischen Schiff. Die Turmspitze war ursprünglich wie der Turm der Kirche St-Étienne in Ars-en-Ré schwarz-weiß lackiert, um als Seezeichen zu dienen. In diesem Zustand wurde der Turm auf einem Gemälde von Maurice Utrillo aus dem Jahr 1937 festgehalten.